# Lopidea falcicula
Lopidea falcicula är en insektsart som beskrevs av Knight 1923. Lopidea falcicula ingår i släktet Lopidea och familjen ängsskinnbaggar. Inga underarter finns listade i Catalogue of Life.